# 大国民 (歌曲)
大国民是郑智化演唱的一首歌曲，收录于1993年发行的专辑《落泪的戏子》。该歌曲被认为预言了20年后的中国大陆、香港和台湾。也有谣传郑智化唱了这首歌后被逮捕，后证实是谣言。